# Nautanki

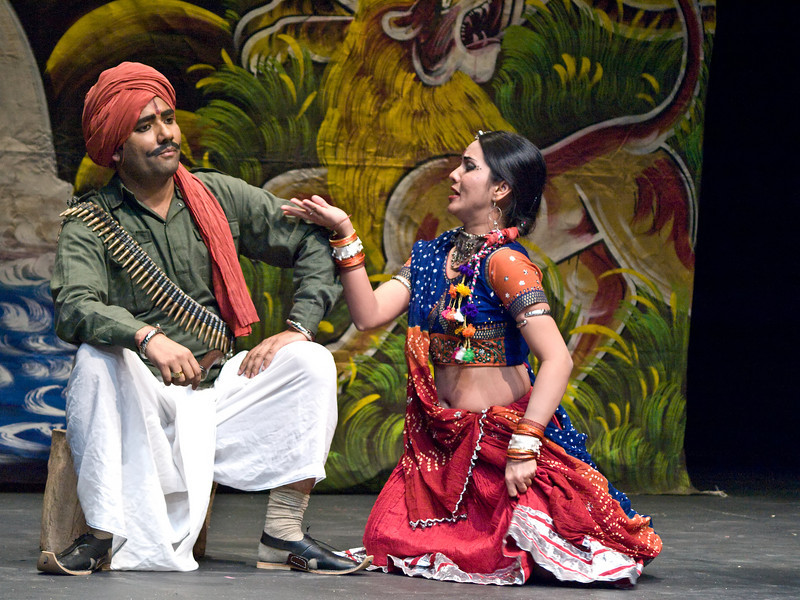
Devendra Sharma und Palak Joshi im Nautanki Sultana Daku („Sultan-Bandit“), ein in Nordindien populäres Drama über einen Banditen, der Anfang des 20. Jahrhunderts berühmt wurde, weil er sich der britischen Kolonialherrschaft widersetzte.

Nautanki (hindi नौटंकी, nauṭankī) ist ein volkstümliches Tanztheater in den nordindischen Bundesstaaten Uttar Pradesh, Punjab, Rajasthan, Haryana und Bihar. Typisch ist ein Wechsel von lustigen, gelegentlich anzüglichen Liedern, die in den Stilen der halbklassischen indischen Musik und der populären Bollywood-Filmmusik gesungen werden, inszenierten Dialogen in Prosaform und Tanzeinlagen. In den säkularen, primär auf Unterhaltung ausgerichteten Schauspielen geht es um die mythischen Erzählungen der großen indischen Epen, um historische Heldengeschichten oder heutige soziale Themen.
Der Ursprung des Nautanki liegt in der in ganz Nordindien verbreiteten Tradition des swang, zu der mehrere regionale Stile gehören, darunter sang in Haryana, khyal in Rajasthan, bhavai in Gujarat, tamasha in Maharashtra und bhagvat mel in Andhra Pradesh. Neben dieser historischen und geografischen Unterscheidung werden die Begriffe swang und sang auch anstelle von nautanki verwendet.
Professionelle männliche und weibliche Darsteller führen Nautanki anlässlich von religiösen Festen oder privaten Familienfeiern meist in großen Zelten oder Theatersälen auf. Die große Kesseltrommel nāgāra dominiert das Begleitorchester und kündigt von weitem hörbar den Beginn der Veranstaltung an. Die ältere der beiden Stilrichtungen wird in Hathras gepflegt, hier liegt der Schwerpunkt auf einem anspruchsvollen, in einer hohen Tonlange vorgetragenen Gesang. Der Stil von Kanpur legt mehr Wert auf das Schauspiel, die Lieder sind eingängiger und werden mit einer tieferen Stimme gesungen.

## Geschichte

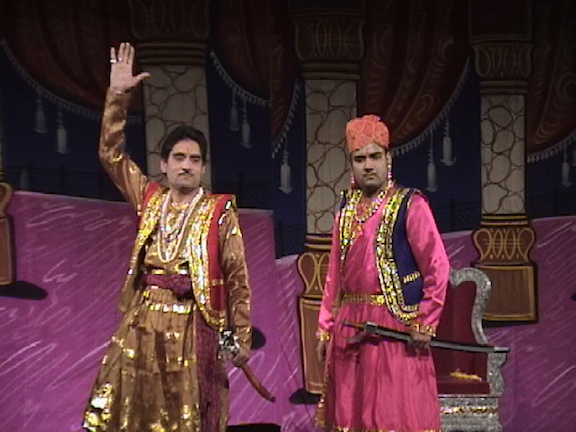
Pandit Ram Dayal Sharma (rechts) und sein Sohn Devendra Sharma

Swang ist die Vorform von Nautanki und in den Schreibweisen swang, sang oder suang ein Begriff, der im Mittelalter in der auf Sanskrit, Prakrit und Hindi verfassten indischen Literatur auftaucht. Er leitet sich vermutlich von Sanskrit svanga („Maskerade“, „Verkleidung“) her. Sehr wahrscheinlich gab es bereits um die Zeitenwende, als in der Abhandlung über die darstellenden Künste Natyashastra das religiöse Ritualtheater der oberen Kasten beschrieben wurde, ein hierzu paralleles entwickeltes Unterhaltungstheater für die breite Bevölkerung. Im 5. Jahrhundert erwähnte Kalidasa das Wort sang in seinem Schauspiel Vikramorvashi, in dem neben dem Drama von Musikinstrumenten begleiteter Gesang vorkam. Im 15. Jahrhundert beklagte sich Kabir über die Begeisterung der Bevölkerung für das Swang-Theater, das für ihn einen Gegensatz zu den religiösen Andachtskulten darstellte. Ein Jahrhundert später verstand man unter swangis weibliche Prostituierte, die sich als männliche Asketen (Yogis) verkleideten.
Alle heutigen Volkstheatertraditionen zur Unterhaltung in Nordindien lassen sich höchstens bis ins 16. Jahrhundert zurückverfolgen. Im Punjab dürfte Swang seit dem 18. Jahrhundert existieren, in schriftlicher Form sind Nautanki-Schauspiele erst seit der zweiten Hälfte des 19. Jahrhunderts erhalten. Der heutige Nautanki-Stil verbreitete sich, von Kanpur im Zentrum von Uttar Pradesh ausgehend, Anfang des 20. Jahrhunderts.
Woher das Wort nautanki kommt, ist unklar. Am weitesten akzeptiert ist die Ansicht, dass der Titel des besonders beliebten Schauspiels Shahjadi Nautanki, worin das bewegte Schicksal der schönen Prinzessin Nautanki aus Multan geschildert wird, zunächst in den Städten Kanpur und Lakhnau auf das gesamte Genre überging. Demnach hatte sich Nautanki zunächst als eigenständiger Stil von Swang abgelöst und später dessen führende Rolle als nordindisches Volkstheater übernommen. Der Name der Prinzessin setzt sich aus nau („neun“) und tank, einer alten Gewichtseinheit für Silbermünzen (etwa vier Gramm) zusammen. Die so bezeichnete Geliebte eines Punjabi-Prinzen war also leichtflüchtig-märchenhaft wie eine Blume und wog nur 36 Gramm. Alternative Etymologien sind nau taka („neun Rupies“), die ein Geldgeber für eine Aufführung bezahlt haben soll, nay tankar („neuer Klang“) für einen bestimmten Musikstil oder die Herleitung von Sanskrit nataka („Theater“). Hindi-Lexika und Wörterbücher führen den Begriff erst ab der Mitte des 20. Jahrhunderts. Im Titel der heutigen Theaterstücke steht das Wort sangit (vermutlich zusammengesetzt aus sāng und Sanskrit gīta, „Lied“) in der Bedeutung von „Schauspiel“ vor dem Namen der Hauptfigur. Nautanki heißt es nur, wenn über das Stück gesprochen wird.
In Kanpur gründete Shrikrishna Pahelwan die erste überregional bekannte Nautanki-Truppe. Hier nahm Nautanki Elemente aus dem kommerziellen Parsen-Theater auf, das sich Mitte des 19. Jahrhunderts besonders in Bombay entwickelt hatte und wiederum vom europäischen Theater beeinflusst worden war. In diesem Zusammenhang wird die 1871 in Bombay als Alfred Natak Mandali gegründete Alfred Theater Company erwähnt, die zahlreiche moderne Schauspiele in Bombay und Kalkutta aufführte und unter wechselnden Eigentümern bis etwa 1932 bestand. Zu den aus dem Parsen-Theater entlehnten Neuerungen gehörten ein hinterer Bühnenvorhang, den es beim von allen Seiten zu betrachtenden Swang-Theater nicht gab, und Prosadialoge anstelle der bisherigen Wechselgesänge, wie sie in der älteren Tradition von Hathras im Westen von Uttar Pradesh gepflegt wurden. Der Kanpuri-Stil brachte das Sprechtheater mit den Liedern aus Hathras zu einem neuartigen Stilmix zusammen.
Neben der weltlichen Unterhaltungstradition des Swang stellen der devotionale Theaterstil ras lila aus der Region Braj in Uttar Pradesh und der ebenso religiös-unterhaltende bhagat, dessen Verbreitungsschwerpunkt in den Städten Agra, Mathura und Vrindavan liegt, eine Einflussquelle für Nautanki dar, wobei Bhagat nicht älter als Nautanki sein dürfte. Gewisse Strukturen der Präsentation und die begleitenden Musikinstrumente sind dieselben. Im Unterschied zu Nautanki wird Bhagat von Amateuren aufgeführt und beinhaltet Reinigungs- und Anrufungsrituale am Beginn und Ende der Veranstaltung, wie sie bei religiösen Tanztheatern, etwa beim ostindischen chhau, üblich sind.
In seiner dreibändigen Gedichtsammlung The legends of the Panjâb veröffentlichte der britische Verwaltungsbeamte Richard Carnac Temple 1883 bis 1890 Gedichte und Lieder aus dem Punjab, darunter einige, die er von einem religiösen Sänger der Swang-Tradition gesammelt hatte. Sein Informant wurde gegen Bezahlung zu den großen Festveranstaltungen wie Holi im Frühling und Dashahara im Herbst eingeladen. Daneben traf Temple auf andere professionelle Sänger von eher zwielichtigem Ruf, die bei Familienfeiern Tanzmädchen begleiteten und neben historischen Legenden Anzüglichkeiten zum Besten gaben. Eine weitere Gruppe von Sängern religiöser Swang-Lieder trat speziell bei den Feiern und Festen der unteren Kasten auf.

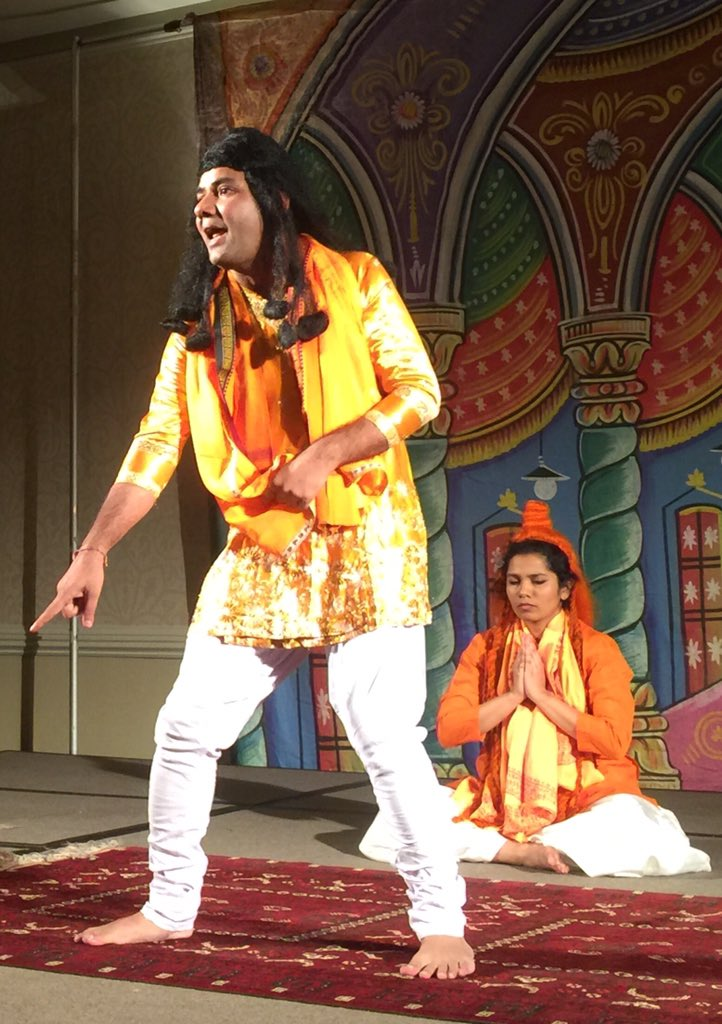
Devendra Sharma als mythischer Weiser Narada im Nauanki Hanuman Ki Ramayan, 2015

Die heutigen Schauspiele enthalten Elemente aus allen drei Ebenen der Swang-Tradition. Die Themen werden aus den großen Epen Ramayana und Mahabharata ausgewählt, sowie aus den tragischen Erlebnissen der Panjabi-Heldensagen, wie sie ähnlich in manchen persischen und arabischen Überlieferungen enthalten sind. Andere Seifenopern behandeln zwischenmenschliche Situationen aus dem Alltag. Der Einsatz der Tanzmädchen geht auf die Tradition der von den britischen Kolonialherren so genannten nautch-girls zurück. Diese waren professionelle erotische Unterhaltungskünstlerinnen an den Palästen. Nautch ist verballhornt von Prakrit nachcha, das auf Sanskrit nritya („Tanz“, „tanzen“) zurückgeht.
Bevor Tänzerinnen und Sängerinnen in den 1930er Jahren die Bühne betraten, war Nautanki bis auf einige Ausnahmen gegen Ende des 19. Jahrhunderts eine Angelegenheit männlicher Darsteller, die beide Geschlechterrollen verkörperten. Weiblich aussehende Jungen wurden als Mädchen eingekleidet; falls sie gut tanzen konnten, waren sie sehr gefragt und erhielten einen ordentlichen Lohn. Ende des 19. Jahrhunderts gab es der Beschreibung von Temple zufolge Nautanki-Truppen, die Schauspiele mit Gesang und Orchester aufführten, und andere, die sich auf den von der Streichlaute sarangi und Trommeln begleiteten Gesangsvortrag spezialisiert hatten. Die erste Nautanki-Darstellerin war Gulab Bai (1926–1996), die in der gesangsorientierten Schule von Hathras ausgebildet worden war. Ende der 1930er Jahre wurde sie zu einer Berühmtheit, als sie die weiblichen Hauptfiguren der allbekannten mythischen Liebespaare verkörperte. Sie entwickelte einen persönlichen Gesangsstil in Liedgattungen wie dadra und lavani. Mitte der 1950er Jahre gründete sie ihre eigene Theatertruppe, die Gulab Theatrical Company.
Auf dem Höhepunkt seiner Beliebtheit Anfang des 20. Jahrhunderts stellte Nautanki in den nordindischen Dörfern und Kleinstädten die am weitesten verbreitete Unterhaltungsform dar. Die zahlreichen neugegründeten Nautanki-Truppen wurden mandali („Gruppe“) oder akhara („Ringkampfarena“) genannt, letztere Bezeichnung erklärt sich aus dem körperlich anstrengenden Gesangsstil. Mit zunehmender Professionalisierung verließen die Nautanki-Truppen ihre Herkunftsregion und unternahmen größere Tourneen, einige kamen bis nach Myanmar.
Während im Swang-Theater Kostüme und Make-up keine große Bedeutung besaßen, wurde im Nautanki beides erforderlich. Die bisherige Musizierweise blieb etwa dieselbe, nur die Kesseltrommel nāgāra (nakkara) sorgte nun für eine stärkere Akzentuierung der dramatischen Aktionen. Wie in anderen Volkstheatern kam beim Nautanki eine komische Figur hinzu, die nebenher auf der Bühne präsent ist und – häufig obszöne – Späße beisteuert. Im Verlauf des 20. Jahrhunderts drängten immer mehr anspruchslose, zu Filmmelodien („filmigit“) gehörende Tanzeinlagen die eigentliche Handlung und die früheren Volkslieder in den Hintergrund, bis manche Nautanki-Aufführungen zu einer Revue halberotischer Tanznummern mit obszönen Liedtexten verkommen waren. Aufgabe der in Lakhnau gegründeten Ausbildungseinrichtung Nautanki Kala Kendra ist, durch Workshops und Aufführungen einer solchen Degenerierung entgegenzuwirken.
Seit den 1990er Jahren werden Schauspiele speziell für den Film produziert, auch die dörfliche Bevölkerung kennt ihre Nautanki-Darsteller aus Fernsehproduktionen und dem Verleih von VCDs. Während der Einfluss der Massenmedien die Besucherzahlen in den früher oftmals überfüllten Kinosälen sinken ließ, wird Nautanki als ländliche Unterhaltungsform weiterhin von (älteren) Patrons finanziell unterstützt und von den Zuschauern als eine „reale“ Aufführung geschätzt, im Unterschied zu den „geisterhaften“ Figuren, die auf dem Bildschirm auftauchen. Dennoch konkurrieren Bühnenaufführungen, die nur mit einfachen Kulissen ausgestattet sind und bei denen ein Schauspieldirektor zwischen den Szenen die Handlungsabläufe erklären muss, nur schwer gegen Fernsehproduktionen. In ihnen werden alle szenischen Details in Großaufnahme gezeigt, während sie der Zuschauer beim Nautanki in seiner Phantasie hervorrufen muss.

## Aufführungspraxis

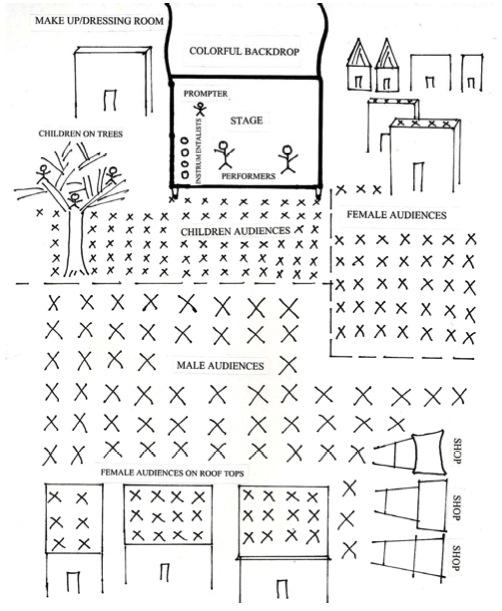
Typische Aufführungssituation in einer Kleinstadt. Skizze von Devendra Sharma

Swang-Theater wurden früher im Freien auf einem bestimmten Platz oder am Dorfrand ohne Bühne gespielt. Daher rührt die Verwendung der üblicherweise nur im Freien gespielten Kesseltrommel nāgāra. Obwohl auch Nautanki zu den Jahresfestveranstaltungen gehört, sind heute Aufführungen gegen Eintrittskarten in großen, geschlossenen Zelten und Theatersälen weit verbreitet. An kleineren Spielstätten auf dem Land ist eine etwa ein Meter hohe Holzplattform als Bühne ausreichend, die von einem Zeltdach überragt wird. Eine hohe Stofftrennwand umgibt Bühne und Zuschauerbereich. Im rückwärtigen, durch einen Vorhang von der Bühne abgetrennten Raum bereiten sich die Schauspieler vor. Die Größe der Bühne und ihre Ausstattung mit Kulissen richtet sich nach den finanziellen Möglichkeiten der Truppe. Als Lichtquellen dienen Glühbirnen, die in einer Reihe über der Bühne hängen; Effekte mit bunten Lichtern sind kaum gebräuchlich.
Den Beginn einer Aufführung kündigt ein lautstarkes Trommelorchester an, bestehend aus einer großen und zwei kleineren Kesseltrommeln (nāgāra), die üblicherweise von Muslimen gespielt werden. Ihre Tonhöhe wird während des Einsatzes ständig einjustiert: Befeuchten der Membran lässt den Ton tiefer werden, Erhitzen des Korpus, was über einem kleinen Holzkohlenfeuer geschicht, erhöht den Ton. Zu den weiteren Instrumenten gehören ein, gelegentlich zwei Harmonium und die zweifellige, mit den Händen gespielte Fasstrommel dholak. Die Musiker sitzen auf einem niedrigen Vorbau vor oder auf einer Seite am Rand der Bühne. Eine Nautanki-Truppe umfasst einschließlich der Musiker zehn bis zwölf Mitglieder.
Die Darsteller beginnen mit einer Anrufung (mangalacharan) an einen Gott, um den Segen für die Veranstaltung zu erhalten, die Anrufung kann sich nach dem Verfasser des Stücks oder nach dem anwesenden Publikum einer hinduistischen oder muslimischen Formelsprache bedienen. Dem Ramayana geht eine andere Eröffnung voraus als dem historischen Drama Sultana Daku („Sultan-Bandit“), das in einem muslimischen Umfeld spielt. Nach der Tradition von Hathras besteht die Eröffnungszeremonie aus einem Gebet (bhaint), in Kanpur singt ein Chor.
Anschließend lässt der Bühnendirektor (ranga) mit der Vorstellung beginnen. Er stellt in Gesangsform kurz den Inhalt des Stückes vor und erwähnt die einzelnen Charaktere, die zur ersten Schauspielszene eintreten. Der ranga (abgeleitet von Sanskrit rangachar, „Bühnendirektor“) spielt die wesentliche Rolle, indem er den Ort und die Zeit der Handlung bekanntgibt und beschreibt, welche Umgebung sich das Publikum vorzustellen hat, etwa „es ist Nacht im tiefen Wald, die Vögel haben sich in den Baumwipfeln zur Ruhe begeben, als die beiden Hand in Hand hindurchschreiten“. Gelegentlich verweist er auf die hinter den Geschichten steckende Moral. Er erfüllt dieselbe Funktion wie der Direktor des Sanskrit-Theaters (sutradhara) oder der bhagavata des südindischen Yakshagana-Tanzdramas.
Der Kesseltrommelspieler füllt die Pausen zwischen den Liedstrophen und bestimmt das Tempo. Die in Abständen eingefügten Dialoge sind gegenüber den Tänzen der Frauen und Liedern von untergeordneter Bedeutung. In jedem Fall gehören drei oder vier improvisierte komische Einlagen dazu, in denen Missverständnisse, Verwechslungen und Dummheiten zu szenischem Klamauk führen. Clowns erzeugen Gelächter, indem sie auf überdrehte Weise bekannte Figuren nachahmen.
Eine traditionelle Vorstellung auf dem Land beginnt um 23 Uhr und endet mit der Morgendämmerung. Bei großen Festereignissen drängten sich früher 10.000 bis 20.000 Zuschauer auf vier Seiten um die Bühne. Dadurch entwickelten die Akteure zwangsläufig den für Nautanki charakteristischen, durchdringenden Gesangsstil, auch wenn heute in den meisten Fällen Mikrophone und Lautsprecheranlagen die Stimmen verstärken.

## Erzählungen

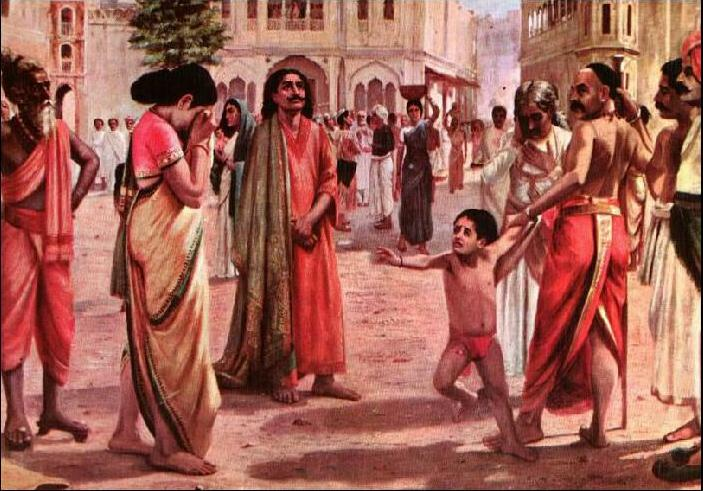
König Harishchandra der mythischen Suryavamsha-Dynastie verlor sein Reich, sein Vermögen und seinen Sohn, indem er sich an ein Versprechen hielt, das er einst dem Weisen Vishvamitra gegeben hatte. Ein beliebter Stoff für Khyal-Dramen. Ölgemälde von Raja Ravi Varma (1848–1906)

In den volkstümlichen Legenden treten tapfere Helden, ehrenwerte Banditen und schmachtende Liebhaber auf. Die geradlinig erzählten Sittengemälde stammen aus dem Umfeld der Rajputen-Fürsten oder gehen auf arabische und persische Erzählungen zurück, in denen sich Historie und Mythen vermischen. Andere Schauspiele (als Musikdrama: sangit, vorgetragen: katha) behandeln Themen aus den altindischen Epen Ramayana in der Version des Tulsidas aus dem 16./17. Jahrhundert, dem Mahabharata oder aus den Puranas. Seit Ende des 19. Jahrhunderts werden die sangits als Manuskripte veröffentlicht, heute gibt es die Texte von einigen Verlagen herausgegeben als Hefte bei Straßenhändlern zu kaufen.
Weit verbreitet seit dem 19. Jahrhundert ist die Erzählung von Gopichand, in der es um den König Bharthari geht (dessen Neffe Gopichand hieß), der in unbestimmter Zeit in Ujjain herrschte und sich von Guru Goraksha zu einer asketischen Lebensweise bekehren ließ. Hiermit verwandt ist die Leidensgeschichte von König Harishchandra, der durch sein wahrhaftiges Leben alle irdischen Güter verlor, bis er am Ende die Erlösung fand. Dieses Stück wird mit dem Titel Hariscandra natacamu auch in der religiösen Theaterform Bhagavata mela in der Nähe der südindischen Stadt Thanjavur aufgeführt. Beide religiös-moralischen Legenden wurden als Nautanki-Schauspiele erstmals in den 1880er Jahren veröffentlicht.
Zu den mündlich überlieferten Volkserzählungen, die phantasievoll von der Glorie vergangener Tage an den Fürstenhöfen künden, gehören die Abenteuer der Brüder Alha und Udal, zwei tapferen Rajputenkämpfern aus Mahoba in der Region Bundelkhand im 12. Jahrhundert. Die Rajputenstaaten von Delhi, Kannauj und der Rathor-Clan von Rajasthan rivalisierten damals miteinander.
Nautanki-Schauspiele, die aus der reichhaltigen devotionalen Krishna-Literatur schöpfen, in welcher die Abenteuer des jungen Gottes mit seiner Geliebten Radha und den Milchmädchen (Gopis) beschrieben werden, gibt es dagegen nur wenige. Diese sind dem eigenen Genre ras lila vorbehalten.

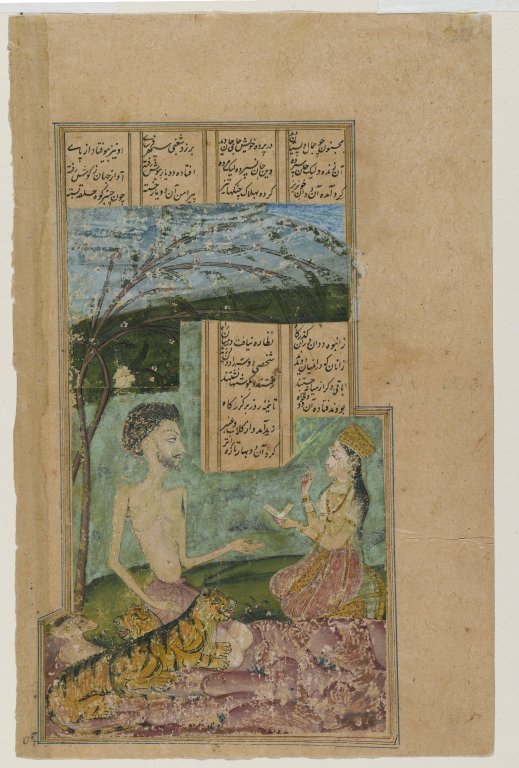
Laila besucht Madschnun in der Waldeinsamkeit. Indische Miniatur mit persischer Inschrift aus dem 17. Jahrhundert

Klassische Liebesgeschichten mit tragischem Ausgang aus der persisch-arabischen Überlieferung kommen dagegen auch im Nautanki-Repertoire vor. Beispiele hierfür sind das persische Liebespaar des 13. Jahrhunderts Schirin und Farhad und die noch ältere orientalische Liebesgeschichte von Laila und Madschnun. Eine Parallele zu den altindischen Herrschern, die ihren materiellen Besitz für ein spirituelles Leben aufgeben, ist die indo-islamische Geschichte von König Khudadost (Khudadost-Sultan) aus Yaman. Er vertauscht sein bisheriges Leben mit dem eines Fakirs, und zieht, von seiner Frau und zwei Söhnen begleitet, als Bettler umher. Nach harten und entbehrungsreichen Jahren wird er zum Schluss mit seiner getrennten Familie wieder vereint und erhält den Königsthron zurück.
Auf die jüngere politische Geschichte nimmt ein Schauspiel von Natharam Sarma aus Hathras Bezug, dessen Held Subhash Chandra Bose (1897–1945) ist, einer der Anführer der indischen Unabhängigkeitsbewegung im Zweiten Weltkrieg. Ansonsten lassen die Schauspiele mit aktuellen Inhalten die Politik außen vor und behandeln mit einem moralischen Zeigefinger das Geschlechterverhältnis in der traditionellen indischen Gesellschaft. Häufig wird ein reicher Mann von einer betrügerischen Frau verführt und geht fremd, bis er letztlich zu seiner aufopferungsvollen Ehefrau zurückkehrt, die ihm vergibt. In Puran Mal wird ein junger Mann von seiner Stiefmutter belästigt, er weist sie ab, sie rächt sich, indem sie ihn bei seinem Vater anschwärzt, dieser verdammt den Sohn, der erst nach einer langen Leidenszeit rehabilitiert wird. Eine Moral der Geschichte lautet, dass es nicht schicklich ist, ein junges Mädchen mit einem alten Mann zu verheiraten, wie es in Indien weithin üblich war. 1929 wurde die Kinderheirat für unter 14-jährige Mädchen per Gesetz verboten.

## Gesellschaftliches Umfeld
Die beiden Hauptzentren von Nautanki, Kanpur und Hathras liegen in einem zentralindischen Bundesstaat, dessen Bevölkerung sich nach der Volkszählung 2001 aus gut 80 Prozent Hindus und etwa 18 Prozent Muslimen zusammensetzt. Die Zuschauer beim Nautanki kommen aus den zwei großen und den übrigen kleineren Religionsgemeinschaften, die Stücke beinhalten die Tradition beider Kulturen. Persische Einflüsse brachten besonders die Mogul-Herrscher seit dem 15. Jahrhundert ins Land und die von ihnen geförderte höfische Kunst beeinflusste allmählich auch den Geschmack der alteingesessenen Bevölkerung. Nautanki erreicht seit jeher vor allem die einfachen Bevölkerungsschichten, die finanziellen Unterstützer dieser Unterhaltungsform gehören ebenfalls mehrheitlich zu den unteren Einkommensgruppen in Stadt und Land und kaum zur gebildeten Elite.
Die Schulen von Kanpur und Hathras unterscheiden sich im Aufführungsstil und in der organisatorischen Praxis. Beim Kanpuri-Stil steht die dramatische Aktion im Vordergrund, die Lieder sind weniger anspruchsvoll, sie werden mit weniger Verzierungen und in einer tieferen Stimmlage vorgetragen als in Hathras, wo der Zuhörer für diesen älteren Stil ein gewisses musikalisches Verständnis mitbringen sollte.
Der Hathras-Stil geht auf einen gewissen Indarman zurück. Ihm wird das 1892 datierte Schauspiel Khyal puran mal ka zugeschrieben, das trotz seines Titels nicht zum Khyal-Stil von Rajasthan gehört, sondern zum Ausgangspunkt für den Gesangsstil von Hathras wurde. Etwas mehr ist über Indarmans 1874 geborenen Schüler Natharam bekannt. Natharam entwickelte seine weiche Stimme als Junge, der seinen blinden Vater herumführte und Bettellieder sang, bis ihn Indarman entdeckte und in seine Truppe (akhara) aufnahm. Dort wurde er bald als Sänger und Tänzer in den weiblichen Rollen, später als Komponist und Organisator erfolgreich. Indarman und Natharam formten die akhara zu einer weithin bekannten Ausbildungseinrichtung, in der sie ihren Stil in einem persönlichen Meister-Schüler-Verhältnis als ein exklusives Wissen weitergaben. Die Schüler wurden verpflichtet, ausschließlich mit dieser akhara und keiner anderen Theatertruppe aufzutreten. Wie bei einer gharana in anderen Tanzstilen und in der klassischen Musik konnte so eine hohe künstlerische Qualität erreicht und weitergegeben werden, zugleich schloss dieses System alle sonstigen Nautanki-Truppen aus, weil diese keine geeigneten Darsteller für sich gewinnen konnten, und behinderte jegliche Entwicklung und Neuerung.
In einer 1910 aufgestellten Liste finden sich die Namen von 32 Mitgliedern dieser akhara mit den genauen Angaben, wer wessen Schüler war und mit den ihm zugeschriebenen Vorzügen. Der Ruf von Natharam, der um 1910 die Leitung übernahm, lag darin begründet, dass er eine Druckerpresse besaß, mit der er seine eigenen und die von anderen verfassten Nautanki-Texte vervielfältigen und als Heftchen verkaufen ließ. Die Schreiber von Schauspielen waren damals nicht am Erlös der Aufführungen beteiligt, sondern erhielten lediglich Geld aus dem Verkauf der Druckwerke.
Die Kanpur-Schule wurde von Shrikrishna Pahalvan nach 1913 gegründet als Reaktion auf das diktatorische geschlossene System von Hathras. Shrikrishna wurde zunächst als begabter Dichter eines shaiyar genannten Poesiewettstreits regional bekannt und von Mitgliedern der Arya Samaj ermuntert, Nautanki-Stücke zu schreiben. Sein Stil könnte vom khyal beeinflusst gewesen sein, der selbst auf einen älteren Poesiewettbewerb in Rajasthan zurückgehen soll. Shrikrishna ersetzte, zusammen mit Rasikendra, einem weiteren Dichter, die Eröffnungsanrufung an die Götter und Gurus durch einen einfach strukturierten Chorgesang, der von allen Akteuren vorgetragen und vom Publikum positiv aufgenommen wurde. Die beiden stellten den schauspielerischen Anteil in den Vordergrund, die Szenen waren üblicherweise „im Garten“ oder „am Hof“ lokalisiert. Durch einen entsprechenden Bühnenhintergrund verordneten sie dem Publikum eine Sitzposition frontal vor der Bühne und nahmen damit Abstand von der dreiseitigen Positionierung der Zuschauer beim Kanpuri-Theater. Als andere akharas in Kanpur die Neuerungen Shrikrishnas übernahmen, war die zweite Stilrichtung etabliert.
Während es in Hathras einen geschlossenen Kreis von Schülern gab, die durch Nachahmung von ihrem Guru lernten, zogen die neuen Vorstellungen in Kanpur eine größere Zahl von Nachwuchsdarstellern an, für die Shrikrishna Pahalvan ein adäquates Ausbildungssystem organisieren musste. Er gründete drei Theatertruppen, die unterschiedlich fortgeschrittene Schüler ausbildeten. Seine Methoden waren wie in Hathras auf das traditionelle Rollenverständnis, auf die Nachahmung des Lehrers und auf körperliche Selbstdisziplin bedacht, nur war bei ihm die Beziehung zu einem einzelnen Guru von geringerer Bedeutung. Die Ausbildung gliederte sich formeller in Unterrichtseinheiten.
Die Mitglieder einer Nautanki-Truppe sind professionelle Darsteller, die heute nicht mehr wie früher zusammen umherreisen. Dadurch fehlen Übungs- und für den Nachwuchs Ausbildungsmöglichkeiten. Die geringere Zahl an Auftritten verlangt von den Darstellern, dass sie ihr Einkommen durch Arbeit in der Landwirtschaft, in der Fabrik oder als Händler aufbessern. Es gibt zwar noch private Geldgeber, die Nautanki-Truppen zu einer Aufführung einladen, mit der Unabhängigkeit des Landes 1949 verschwanden jedoch die kleinen Fürstentümer, deren Herrscherfamilien häufig verarmt sind und als spendierfreudige Kunstförderer heute wegfallen. Eine weitere, noch bestehende traditionelle Form der Unterstützung bilden Spendensammlungen unter den Bürgern eines Dorfes oder eines Stadtviertels, um eine Truppe für einen bestimmten Anlass bei freiem Eintritt für das Publikum einladen zu können. Die zeitgemäße dritte Möglichkeit der Finanzierung ist der Verkauf von Eintrittskarten, wie es bei Jahresfesten und anderen öffentlichen Veranstaltungen geschieht, die tausende Besucher anlocken und bei denen an mehreren aufeinanderfolgenden Tagen Nautanki-Aufführungen stattfinden. So treten beim jährlichen Magh Mela in Prayagraj zwei oder drei Nautanki-Truppen auf. Erstmals verlangte Shrikrishna Pahalvan im Jahr 1913 bei einer Festveranstaltung (mela) in Unnao Eintritt für eine Nautanki-Aufführung.